# 马西埃尔·桑托斯
马西埃尔·桑托斯（葡萄牙語：Maciel Santos，1985年9月5日—），巴西男子硬地滚球运动员。他曾代表巴西参加2012年、2016年和2020年夏季残疾人奥林匹克运动会硬地滚球比赛，获得一枚金牌和一枚铜牌。